# إصفهانك عبدل
إصفهانك عبدل (بالإنجليزية: Esfahanak-e Abdol)‏ هي قرية تقع في قسم تشنارود الشمالي الريفي (مقاطعة تشادغان) في إيران. يقدر عدد سكانها بـ 22 نسمة بحسب إحصاء 2016.